# 白いバッファローの子牛の女
白いバッファローの子牛の女（しろいバッファローのこうしのおんな、プテ・サン・ウィン、またはプテ・スカ・ウィン）は、アメリカインディアン部族のラコタ・スー族の神話に登場する女神。

## 概説
飢えたスー族を救ったという女神。顔を縦に赤く塗り分けて、鹿革の服、レギンス、モカシンをまとい、長い髪の毛の右側は肩に垂らし、左側はバッファローの毛で結った美しい乙女の姿をしている。白いプテ（バッファローの子牛）の姿で現れたため、「白いバッファローの子牛の女」と呼ばれている。
フランシス・デンズモアの採録した伝承では、乙女と会ったときに若者の一人がよこしまな考えを起こし、無礼に近付いたところ、竜巻と稲妻に襲われ、男は骨の欠片にされたということになっている。現代スー族の伝統派の呪い師レオナルド・クロウドッグはこの逸話について、「インディアンを野蛮な人種と見せるため、19世紀の白人宣教師がでっち上げた偽りである」と述べている。

## 伝承
マンモスが闊歩していた遠い昔、大平原のスー族は食べるものが無く、飢えに苦しんでいた。彼らの狩りは原始的で、まだ「ワカンタンカ」（大いなる神秘）の存在も、これに祈る方法さえ知らなかった。酋長たちは若い2人の男に、獲物を狩ってくるよう頼んだ。2人の男は大平原に出かけたが、どこにも狩りの獲物はなかった。2人は別方向に歩いたが、やがて同じところに戻った。その晩、2人は彼らの前に女神が現れる夢を見た。その4日後の朝、大空の雲が下りてきて、丘のようになった。そしてその丘から、白いバッファローの子牛がやって来た。子牛は途中で美しい乙女に姿を変えた。乙女は右手にセージの扇を持ち、左手に「チャヌンパ」（聖なるパイプ）を手にしていて、2人の前まで来ると、こう言った。
「私はバッファローの部族によって遣わされました。あなたたちは自分たちの仲間の元へ戻り、酋長に言ってください。聖なるティーピーを建て、野営の中央に、特別な小屋（スウェット・ロッジ）を建ててください。入口は太陽が昇る方向に作り、中にセージを敷きつめ、中央に炉を切ってください。炉の後ろに四角い台を作り、バッファローの頭蓋骨を置くように。炉にペタ・オイハンケシュニ（消えることのない火）を焚いて、すべて準備しておいてください。4日後には私はあなたたちのところに現れるでしょう」
肉は得られなかったが、男たちは霊的な食べ物を自分たちの野営地に持ち帰った。彼らは風を栄養にするように言い、それはまるでバッファローのこぶ肉を食べたかのように、人々の腹を満たした。男たちから乙女の話を聞いた長老や酋長たちは、さっそく儀式の準備を整えた。4日後の夜明け時に、約束通り女神は姿を現した。左手にバッファローの子牛の脛の骨で出来たチャヌンパの柄の部分を持ち、右手にインヤン・シャ（赤い石）で出来たパイプの火皿を持って、次のような歌を歌いながら歩いてきた。
ニヤ　タニンヤン（息も露わに）
マウィナイェ（私は歩く）
オヤテ　レ（この国に向かって）
イマワニ（私は歩いている）
タタンカ・ウォスラル・ナジン（後足立ちのバッファロー）という名の酋長がティーピーの右に立って彼女を中に招き、歓迎の言を述べ、バッファローの角のコップに水を汲み、スウィートグラスを浸したものを渡した。彼女はこれを飲んだあと、「聖なるパイプ」を渡し、以後スー族にとって重要な「七つの儀式」を意味する「七つの輪」が刻まれた「聖なる石」も彼らに渡した。それから、赤柳の皮の煙草を見せた。
乙女はワカンタンカの存在を彼らに教え、男たちに和平の象徴であるパイプの意味と使い方、大いなる神秘ワカンタンカに対してパイプで祈る方法を伝えた。聖なる歌、「七つの儀式」の方法、ワカンタンカへの捧げものの作りかたを教え、女子供を守るよう伝えた。女子供にワカンタンカの慈愛を教え、女たちに子供の生みかた、羽根飾りの作りかたや、月経の際は特別な小屋に移って男や神聖なものに近付かないようにすることなどを教えた。
ワカンタンカの教え、ツンカシラ（祖父なる精霊）の道を教え終わると、乙女は4年後の再訪を約して別れを告げた。彼女はまず「プテサン・スカ・ウィン」（白いバッファローの子牛）に姿を変え、「ターカ・ウィン」（鹿の女）に姿を変え、「ヘハカ・ウィン」（ヘラジカの女）に姿を変えていき、人々が見守る中で、再びバッファローの子牛になって、黒、茶、薄茶、白の4色に体色を変えた後、雲の中に姿を消した。
その後、ラコタ・スー族は「シチャング」、「ミネコンジュー」、「オグララ」、「ハンクパパ」、「イタジプチョ」、「オオヘヌンパ」、「シハサパ」の七つの部族に分かれた。4年後、乙女は「賢者」、「戦士」、「狩人」、「呪い師」の4人の酋長を連れて再び現れた。4人の酋長たちはパハ・サパに住み、スー族に様々な知恵を授けた。

## プテヒンカラ・フフ・チャヌンパ
乙女がラコタ族に渡した「プテヒンカラ・フフ・チャヌンパ」（バッファローの子牛の脛の骨で出来た聖なるパイプ）は タタンカ・ウォスラル・ナジンの一族が絶えた後、ヘハカ・パ（ヘラジカの頭）酋長の一族が代々伝え、現在はシャイアン川保留地イーグル・ビュッテに住むルッキングホース家が大切に保存している。20世紀の伝統派呪い師レイムディアーやクロウドッグは、触っただけで「稲妻のようなパワーが身体に走る」と語っている。